# هنیونیتسه
هنیونیتسه (به چکی: Hněvnice) یک منطقهٔ مسکونی در جمهوری چک است که در ناحیه پلزن-شمالی واقع شده‌است. هنیونیتسه ۷٫۱ کیلومتر مربع مساحت و ۱۰۸ نفر جمعیت دارد و ۴۲۲ متر بالاتر از سطح دریا واقع شده‌است.